# República da Irlanda (1919-1922)
A República Irlandesa (em irlandês:  Poblacht na hÉireann ou Saorstát Éireann; ou em inglês:  Irish Republic) foi um estado revolucionário criado quando os republicanos da Irlanda proclamaram a independência do país da Grã-Bretanha em janeiro de 1919. Ela foi estabelecida com uma legislatura (Dáil Éireann), o governo (Aireacht), uma corte e uma força policial. Ao mesmo tempo, a milícia de Voluntários Irlandeses, que passaram para o controle da Dáil, foi renomeada Exército Republicano Irlandês (IRA), para lutar contra as forças armadas britânicas durante a Guerra da Independência da Irlanda.
A guerra de independência terminou com a assinatura do Tratado Anglo-Irlandês, em 6 de dezembro de 1921, que foi aprovado pela Dáil Éireann em 7 de janeiro de 1922. Um Governo Provisório foi então formado, sob a prerrogativa do tratado, mas, nominalmente, a República Irlandesa perdurou até 6 de dezembro de 1922, quando a Irlanda se tornou um novo Estado Domínio semi-independente chamado Estado Livre Irlandês (Irish Free State). Os seis condados do Norte exerceram seu direito, segundo os termos do tratado, de ficar de fora do novo país e continuar como parte do Reino Unido, levando a partição do território.